# Лелюховка

Лелюховка (укр. Лелюхівка) — село, Полтавский район, Полтавская область, Украина.
Код КОАТУУ — 5323482801. Население по переписи 2001 года составляло 1407 человек.
Является административным центром Лелюховского сельского совета, в который, кроме того, входят сёла
Забродки.

## Географическое положение
Село Лелюховка находится на берегах реки Ворона (название реки Полузерье в нижнем течении), выше по течению на расстоянии в 0,5 км расположено село Назаренки, ниже по течению примыкает пгт Новые Санжары.
Через село проходит автомобильная дорога М-22 (E 577).

## Экономика
- Лелюховский кирпичный завод.

## Объекты социальной сферы
- Школа І—ІІ ст.